# Aeroportul Liuzhou Bailian
Aeroportul Liuzhou Bailian (IATA: LZH, ICAO: ZGZH) este un aeroport din Guangxi, Republica Populară Chineză ce deservește zona Liuzhou⁠(d). Aeroportul a fost tranzitat în 2022 de 560.945 de pasageri. A fost numit după zona deservită.
Situat la o altitudine de 90 m, aeroportul dispune de o singură pistă.